# Elizabeth Blackwell (botaniste)
Pour les articles homonymes, voir Blackwell.
Ne pas confondre avec Elizabeth Blackwell (1821-1910), médecin anglo-américaine
Elizabeth Blackwell, née en 23 avril 1699 à Londres  et inhumée le 27 octobre 1758 dans la même ville, est une illustratrice et auteur botanique.

## Biographie
Elizabeth Blackwell est la fille du peintre Leonard Simpson. Elle est baptisée le 22 juin 1707 à l'église Saint Nicholas d'Aberdeen (en).
Elle épouse vers 1728 Alexander Blackwell (en), avec qui elle s'installe à Londres. Sa dot permet à son époux de créer une imprimerie dans le Strand, en 1730, mais dès 1734, ce dernier fait faillite et est incarcéré pour dettes à la prison de Highgate. Elizabeth Blackwell fait appel à ses talents artistiques pour dessiner et peindre des plantes médicinales. Elle est soutenue dans cette entreprise par Hans Sloane, Richard Mead, et le directeur du jardin botanique de Chelsea, Isaac Rand (en). Elle s'installe à Chelsea, près du jardin botanique, au 4 Swan Walk. Elle éponge les dettes de son mari au bout de deux ans et le fait ainsi sortir de prison.

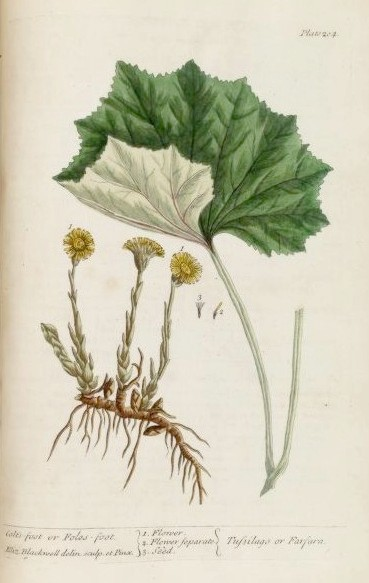
Plance de A curious herbal représentant Tussilago farfara L.

Son ouvrage, A curious herbal: containing five hundred cuts, of the most useful plants, which are now used in the practice of physick comprend 500 illustrations qu'elle grave et colorie elle-même. Elle publie quatre planches par semaine, puis édite l'ouvrage en plusieurs parties, publiées respectivement en 1737, 1738 et 1739. Son époux l'aide à traduire les légendes. L'ouvrage est dédié à l'oncle de son mari, professeur de médecine à l'université de Glasgow John Johnstoun, à Richard Mead et à Isaac Rand. Vendu au prix de 5 £, il connaît un succès considérable au XVIIIe siècle et préserve la famille d'Elizabeth Blackwell de la ruine Le format du livre et l'utilisation de la langue anglaise pour les descriptions favorise l'accès du livre à un large public. Une version augmentée est publiée par J. Trew à Nuremberg, entre 1757 et 1773 sous l'intitulé Herbarium Blackwellianum.
Alexander Blackwell s'installe en Suède en 1742, elle-même reste à Londres, où elle donne naissance à leur second fils, baptisé à St Paul's, Covent Garden, le 7 septembre 1742. Son époux est à nouveau emprisonné, cette fois-ci en Suède, impliqué dans un complot politique. Il est condamné à mort et exécuté le 9 août 1747, alors qu'Elizabeth Blackwell se prépare à le rejoindre en Suède.
La fin de sa vie est mal connue. Elle meurt à Chelsea, où elle est inhumée le 27 octobre 1758 à la Chelsea Old Church (en).

## Hommage
Un genre de plantes a été nommé en son honneur (le genre a depuis été renommé Homalium).